# Bernard Turek
Bernard Franciszek Turek – polski lekarz weterynarii, doktor habilitowany nauk rolniczych.

## Kariera naukowa
W 1990 roku uzyskał tytuł lekarza weterynarii, nadanego przez Uniwersytet Przyrodniczy w Lublinie. 
15 czerwca 2000 roku ukończył studia doktoranckie na kierunku nauki weterynaryjne w Szkole Głównej Gospodarstwa Wiejskiego w Warszawie na podstawie pracy pt. Badania biomechaniczne in vitro nad możliwością zastosowania śruby węglowej w leczeniu złamań kości pęcinowej u koni.
Od 1991 roku zatrudniony jest w Szkole Głównej Gospodarstwa Wiejskiego w Warszawie.
17 marca 2021 roku uzyskał stopień doktora habilitowanego nauk rolniczych w dyscyplinie weterynarii w Szkole Głównej Gospodarstwa Wiejskiego w Warszawie na podstawie rozprawy pt. Badanie właściwości mechanicznych istoty zbitej kości koni oraz ocena możliwości wykorzystania stabilizatora zewnętrznego własnej konstrukcji w leczeniu wybranych złamań kości u koni.

## Publikacje
- 2005: Wybrane problemy neuroanestezji małych zwierząt w aspekcie kraniochirurgii weterynaryjnej.
- 2005: Złamania zmęczeniowe u koni.
- 2006: Wybrane problemy neuroanestezji małych zwierząt w aspekcie kraniochirurgii weterynaryjnej Cz II Leki i leczenie wspomagające.
- 2006: Cz I. Zmiany w homeostazie ustroju pod wpływem urazu i ich znaczenie w anestezjologii.
- 2006: Wybrane problemy neuroanestezji małych zwierząt w aspekcie kraniochirurgii weterynaryjnej Cz III wybrane zagadnienia z zakresu kraniochirurgii.
- 2006: Wybrane problemy neuroanastezji małych zwierzat w aspekcie kraniochirurgii weterynaryjnej Cz. II Leki i leczenie wspomagajace.
- 2006: Wybrane problemy neuroanastezji małych zwierzat w aspekcie kraniochirurgii weterynaryjnej Cz. III Wybrane zagadnienia z zakresu kraniochirurgii.
- 2007: Dorsal perineal hernia in a bitch.
- 2008: Przypadek wyleczenia konia za złamaniem wieloodłamowym pierwszego członu palcowego.
- 2008: Atresia coli in a foal – case report.
- 2013: Właściwości mechaniczne istoty zbitej kości pęcinowej koni.
- 2015: Biomechanical study in vitro on the useof self-designed external fixator in diaphysealIII metacarpal fractures in horses.
- 2016: Stabilizator zewnętrzny własnej konstrukcji do leczenia złamań trzonu kości śródręcza III.
- 2017: Skręt macicy u klaczy – diagnostyka, techniki operacyjne, rokowanie - analiza 10 przypadków.
- 2019: Monitoring znieczulenia ogólnego u koni - przegląd metod i stan wiedzy.
- 2019: What Do We Know about the Use of EEG Monitoring during Equine Anesthesia: A Review.
- 2019: External unilateral fixator of own design for the treatment of selected mandibular fractures in horses.
- 2020: Preliminary Study of the Use of Root with Sedline® EEG Monitoring for Assessment of Anesthesia Depth in 6 Horses.
- 2021: Limited validity of eye bulb rotation and provoked palpebral reflex for assessing the quality of equine anesthesia – an observational study comparing three protocols.

Opracowano na podstawie źródła:.